# Lamarão
Lamarão is een gemeente in de Braziliaanse deelstaat Bahia. De gemeente telt 12.995 inwoners (schatting 2009).

## Aangrenzende gemeenten
De gemeente grenst aan Água Fria, Biritinga, Candeal, Ichu, Santa Bárbara, Santanópolis en Serrinha.